# Zindiguessé
Zindiguessé est une localité située dans le département de Gourcy de la province du Zondoma dans la région Nord au Burkina Faso.

## Géographie
Zindiguessé se trouve à environ 9 km au nord du centre de Gourcy, le chef-lieu départemental. Le village est traversé par la route nationale 2.

## Santé et éducation
Le centre de soins le plus proche de Zindiguessé est le centre de santé et de promotion sociale (CSPS) de Kontigué tandis que le centre médical (CM) de la province se trouve à Gourcy.